# موفوانكولو وا ليسا
موفوانكولو وا ليسا (12 يوليو 1935 - 17 فبراير 2021) كان ممثل فكاهي ومخرج مسرحي من الكونغو. قدم مساهمات كبيرة في المشهد المسرحي والثقافي في كاتانغا.